# Karel Nováček
Karel Nováček (* 30. März 1965 in Prostějov, ČSSR) ist ein ehemaliger tschechischer Tennisspieler.

## Leben
Der 1,90 Meter große Grundlinienspieler gewann in seiner Laufbahn 13 Einzelturniere, darunter 1991 die German Open in Hamburg. Heute wohnt er in Boca Raton, Florida.
Seine beste Weltranglistenposition erreichte er im Jahr 1991 mit Platz 8. Sein bestes Abschneiden bei einem Grand-Slam-Turnier erzielte er 1994, als er bei den US Open im Halbfinale stand, das er gegen Michael Stich mit 5:7, 3:6 und 6:7 verlor. 1993 bestritt er dort an der Seite seines Landsmanns Martin Damm das Doppelfinale.
Von 1987 bis 1994 spielte er zudem 20 Davis-Cup-Partien, von denen er 9 gewinnen konnte.
Bei den French Open wurde Nováček 1995 positiv auf Kokain getestet, weshalb er für drei Monate gesperrt wurde. 1996 beendete er seine Profilaufbahn.

## Erfolge
| Legende                       |
| Grand Slam                    |
| Tennis Masters Cup            |
| ATP Masters Series (1)        |
| ATP International Series Gold |
| ATP International Series (18) |
| ATP Challenger Series (5)     |

### Einzel

#### Turniersiege

##### ATP Tour
| Nr. | Datum           | Turnier       | Belag     | Finalgegner            | Ergebnis                |
| --- | --------------- | ------------- | --------- | ---------------------- | ----------------------- |
| 1.  | 28. Juli 1986   | Washington    | Sand      | Thierry Tulasne        | 6:1, 7:6                |
| 2.  | 24. Juli 1989   | Hilversum (1) | Sand      | Emilio Sánchez         | 6:2, 6:4                |
| 3.  | 30. April 1990  | München       | Sand      | Thomas Muster          | 6:4, 6:2                |
| 4.  | 7. Januar 1991  | Auckland      | Hartplatz | Jean-Philippe Fleurian | 7:6, 7:6                |
| 5.  | 6. Mai 1991     | Hamburg       | Sand      | Magnus Gustafsson      | 6:3, 6:3, 5:7, 0:6, 6:1 |
| 6.  | 29. Juli 1991   | Kitzbühel     | Sand      | Magnus Gustafsson      | 7:6, 7:6, 6:2           |
| 7.  | 5. August 1991  | Prag (1)      | Sand      | Magnus Gustafsson      | 7:6, 6:2                |
| 8.  | 20. Juli 1992   | Hilversum (2) | Sand      | Jordi Arrese           | 6:2, 6:3, 2:6, 7:5      |
| 9.  | 27. Juli 1992   | San Marino    | Sand      | Francisco Clavet       | 7:5, 6:2                |
| 10. | 10. August 1992 | Prag (2)      | Sand      | Franco Davín           | 6:1, 6:1                |
| 11. | 1. Februar 1993 | Dubai         | Hartplatz | Fabrice Santoro        | 6:4, 7:5                |
| 12. | 8. März 1993    | Saragossa     | Sand      | Jonas Svensson         | 3:6, 6:2, 6:1           |
| 13. | 25. Juli 1994   | Hilversum (3) | Sand      | Richard Fromberg       | 7:5, 6:4, 7:6           |

##### Challenger Tour
| Nr. | Datum            | Turnier | Belag | Finalgegner    | Ergebnis |
| --- | ---------------- | ------- | ----- | -------------- | -------- |
| 1.  | 15. August 1988  | Eger    | Sand  | Martin Střelba | 7:5, 6:1 |
| 2.  | 20. Februar 1989 | Nairobi | Sand  | Sascha Nensel  | 6:2, 7:6 |

#### Finalteilnahmen
| Nr. | Datum              | Turnier     | Belag     | Finalgegner        | Ergebnis           |
| --- | ------------------ | ----------- | --------- | ------------------ | ------------------ |
| 1.  | 20. Oktober 1986   | Wien        | Hartplatz | Brad Gilbert       | 6:3, 3:6, 5:7, 0:6 |
| 2.  | 28. September 1987 | Palermo     | Hartplatz | Martín Jaite       | 6:7, 7:6, 4:6      |
| 3.  | 30. Juli 1990      | Kitzbühel   | Sand      | Horacio de la Peña | 4:6, 6:7, 6:2, 2:6 |
| 4.  | 1. April 1991      | Estoril (1) | Sand      | Sergi Bruguera     | 6:77, 1:6          |
| 5.  | 22. Februar 1993   | Rotterdam   | Teppich   | Anders Järryd      | 3:6, 5:7           |
| 6.  | 29. März 1993      | Estoril (2) | Sand      | Andrij Medwedjew   | 4:6, 2:6           |
| 7.  | 5. Juli 1993       | Gstaad      | Sand      | Sergi Bruguera     | 3:6, 4:6           |

### Doppel

#### Turniersiege

##### ATP Tour
| Nr. | Datum            | Turnier           | Belag       | Doppelpartner       | Finalgegner                    | Ergebnis      |
| --- | ---------------- | ----------------- | ----------- | ------------------- | ------------------------------ | ------------- |
| 1.  | 7. Oktober 1991  | Berlin            | Teppich     | Petr Korda          | Jan Siemerink Daniel Vacek     | 3:6, 7:5, 7:5 |
| 2.  | 10. August 1992  | Prag (1)          | Teppich     | Branislav Stankovič | Jonas Björkman Jon Ireland     | 7:5, 6:1      |
| 3.  | 22. März 1993    | Saragossa         | Teppich (i) | Martin Damm         | Mike Bauer David Rikl          | 2:6, 6:4, 7:5 |
| 4.  | 7. August 1994   | Prag (2)          | Teppich     | Mats Wilander       | Tomáš Krupa Pavel Vízner       | kampflos      |
| 5.  | 17. Oktober 1994 | Ostrava           | Teppich (i) | Martin Damm         | Gary Muller Piet Norval        | 6:4, 1:6, 6:3 |
| 6.  | 24. Oktober 1994 | Santiago de Chile | Sand        | Mats Wilander       | Tomás Carbonell Francisco Roig | 4:6, 7:6, 7:6 |

##### Challenger Tour
| Nr. | Datum             | Turnier    | Belag   | Doppelpartner | Finalgegner                      | Ergebnis      |
| --- | ----------------- | ---------- | ------- | ------------- | -------------------------------- | ------------- |
| 1.  | 3. März 1986      | Wien       | Teppich | Richard Vogel | Jan-Willem Lodder Denys Maasdorp | 6:4, 6:4      |
| 2.  | 30. November 1987 | Münster    | Teppich | Marián Vajda  | Alex Antonitsch Tony Mmoh        | 4:6, 7:6, 7:6 |
| 3.  | 22. April 1996    | Birmingham | Sand    | Javier Frana  | Matt Lucena Dave Randall         | 6:3, 6:1      |

#### Finalteilnahmen
| Nr. | Datum              | Turnier     | Belag         | Partner        | Finalgegner                   | Ergebnis      |
| --- | ------------------ | ----------- | ------------- | -------------- | ----------------------------- | ------------- |
| 1.  | 13. Juni 1988      | Athen       | Sand          | Pablo Arraya   | Rikard Bergh Per Henricsson   | 4:6, 5:7      |
| 2.  | 31. Juli 1989      | Båstad      | Sand          | Josef Čihák    | Per Henricsson Nicklas Utgren | 5:7, 2:6      |
| 3.  | 12. April 1992     | Barcelona   | Sand          | Ivan Lendl     | Andrés Gómez Javier Sánchez   | 4:6, 4:6      |
| 4.  | 20. April 1992     | Monte Carlo | Sand          | Petr Korda     | Boris Becker Michael Stich    | 4:6, 4:6      |
| 5.  | 4. Oktober 1992    | Basel       | Hartplatz (i) | David Rikl     | Tom Nijssen Cyril Suk         | 3:6, 4:6      |
| 6.  | 2. Mai 1993        | München     | Sand          | Carl-Uwe Steeb | Martin Damm Henrik Holm       | 0:6, 6:3, 5:7 |
| 7.  | 13. September 1993 | US Open     | Hartplatz     | Martin Damm    | Ken Flach Rick Leach          | 7:6, 4:6, 2:6 |
| 8.  | 21. März 1994      | Saragossa   | Teppich (i)   | Martin Damm    | Henrik Holm Anders Järryd     | 5:7, 2:6      |
| 9.  | 13. Februar 1995   | Mailand     | Teppich       | Petr Korda     | Boris Becker Guy Forget       | 2:6, 4:6      |
| 10. | 18. Februar 1996   | Dubai       | Hartplatz     | Jiří Novák     | Byron Black Grant Connell     | 0:6, 1:6      |